# 古今亭志ん輔
古今亭 志ん輔（ここんてい しんすけ、1953年9月25日 - ）は、東京都品川区出身の落語家。落語協会所属、同協会相談役。出囃子∶『越後獅子』。本名：大塚 英夫。

## 経歴
中央大学附属高等学校出身。1972年3月に三代目古今亭志ん朝に入門、前座名は朝助。1977年3月に二ツ目に昇進。師匠志ん朝の前名古今亭朝太に改名。1978年から入船亭扇好と「朝太・扇好の会」を始める。志ん輔・扇遊の会を合わせ、30年におよぶ二人会である。
1985年9月、四代目桂三木助、林家かん平、七代目桂才賀、入船亭扇遊、林家らぶ平、柳家小ゑん、林家時蔵、柳家三寿、春風亭正朝と共に真打に昇進して志ん輔を襲名した。この年の落語協会の真打昇進は、試験制度による抜擢を受けた桂三木助の26人抜きが話題を集めたが、10人の昇進者中のトップとして三木助と共に9月下席から単独で披露興行を行った。季刊『落語』誌（1985年秋号）によれば、早くから実力を認められながら本人と師匠の意向で年功順に受けられる段階まで試験受験を回避した経緯が考慮されたものと評した。この際に香盤も入れ替えられて3人抜きで同時期の真打昇進者の中では最上位となっている。
現在、都内定席の高座を務める他、自主興行も開催している。主なものに、「気軽に志ん輔」（お江戸日本橋亭）、「志ん輔の会」（国立演芸場）がある。また、シェイクスピア作品を土台とした「シェイクスピア落語を楽しむ会」に出演する。
志ん朝一門の後輩の育成にも取り組み、当時二ツ目だった古今亭朝太・古今亭志ん公・桂才紫とともに「たまごの会」を池上実相寺・池袋演芸場で開催していた。その後、同会は落語芸術協会にも門戸を開いた。また、2011年より毎年浅草演芸ホール十月の余一会では、自身がプロデュースする若手芸人によるコンテスト形式の興行を行っており、新型コロナウイルスの影響を受けた一部期間を除き、芸協・円楽一門会・落語立川流の他派落語家のほか、講談師・浪曲師・活動弁士などの色物芸人にも門戸を開放している（詳細）。
その一方で、後述の15年間にわたってレギュラー出演したNHKの『おかあさんといっしょ』で落語を披露したのを皮切りに、子供向けの落語CDや子供・親子向けの落語会に積極的に出演するなど、幅広い世代へ落語の知名度向上にも取り組んでいる。
2014年10月、神田須田町にオープンした落語・講談の二ツ目専用寄席「神田連雀亭」にプロデューサーとして関わっている。2015年3月には巣鴨にて同様の二つ目専用寄席「巣鴨獅子座」も立ち上げている。

## 芸歴
- 1972年3月∶三代目古今亭志ん朝に入門、前座名は「朝助」。
- 1977年3月∶二ツ目昇進、「朝太」に改名。
- 1985年9月∶真打昇進、「志ん輔」と改名。

## 役職
- 2010年 - 落語協会理事
- 2020年8月 - 落語協会相談役

## 演目
- 井戸の茶碗
- お若伊之助
- 火焔太鼓
- 子別れ
- 佐々木政談
- 芝浜
- 宗珉の滝
- 佃祭
- 唐茄子屋政談
- 文七元結
- 柳田格之進
- らくだ

### 廓噺
- 幾代餅
- 居残り佐平次
- お直し

## 人物
1984年4月4日より、NHKの『おかあさんといっしょ』に15年間にわたってレギュラー出演し、「志ん輔ショー」（1985年9月17日放送分より、当初は「朝太ショー」）のコーナーを担当。本業である落語も披露している。コーナー末期になるにつれて披露する落語が増えていき、より幅広い世代に落語を知ってもらうきっかけとなった。15年間というレギュラー出演は、番組のメインであるお兄さん・お姉さん以外のレギュラーでありながら、歴代出演者の中では最長となっている。
共演したうたのおにいさんは最初の1年間は第6代目の林アキラ、次の8年間は第7代目の坂田おさむ、最後の6年間は第8代目の速水けんたろう（同時退任）。うたのおねえさんは最初の3年間は第15代目の森みゆき、次の6年間は第16代目の神崎ゆう子、最後の6年間は第17代目の茂森あゆみ（同時退任）。たいそうのおにいさんは最初の3年間は第8代目の瀬戸口清文、次の6年間は第9代目の天野勝弘、最後の6年間は第10代目の佐藤弘道。身体表現のおねえさんは最初の10年間は初代の馮智英、最後の5年間は第2代目の松野ちか（同時退任）。
ファミリーコンサートにも定期的に出演し、普段の『古今亭志ん輔』としてではなく、そのコンサートのキーパーソンとなる様々なキャラクターに扮して登場することが多かった。コンサートではお兄さん・お姉さんに対抗して歌った事もあり、『イカイカイルカ』や『さんぞくブルース』や『赤鬼と青鬼のタンゴ』などを歌唱している。なお、ファミリーコンサートでの出演者名簿では、坂田おさむ・神崎ゆう子の時代（1992年以前のコンサート）では4人のお兄さんお姉さんの後に記載されていたが、速水けんたろう・茂森あゆみの時代（1996年以降のコンサート）には、筆頭（お兄さん・お姉さん達よりも先）だった。
1984年10月31日放映のテレビアニメ『うる星やつら』第153話「燃えよかくし芸! この道一直線」において、落語家役として声の出演をしており、『唐茄子屋政談』の一部を演じている。
1999年4月3日をもって、番組が新しくなる事に伴い、「志ん輔ショー」が終了し、速水、茂森、松野と共に番組を卒業した。1999年4月5日の同番組冒頭では、ヘビくんとブタくんと共にお別れの挨拶をした。
バンダイビジュアル制作の子供向けビデオ「のりもの探険隊」の隊長役を2005年まで務めた。
2013年1月4日の「おかあさんといっしょ 新春!初笑いスペシャル」で、14年ぶりにゲストとして出演し、2013年当時のお兄さんお姉さんと共演した。
2015年11月1日の『ワンワンパッコロ!キャラともワールド』にゲスト出演し、16年ぶりにワンワンと共演した。
三代目古今亭圓菊、古今亭菊太楼と共にシイタケ栽培にハマっている。

## 出演（子供向け）

### テレビ
- おかあさんといっしょ（1984年4月4日 - 1999年4月5日）

※1984年4月4日～1985年9月14日までは朝太名義、最終日の1999年4月5日は冒頭のみ
- - 2013年年始特集「新春!初笑いスペシャル」※1月4日（ゲスト出演）
- こどもにんぎょう劇場「きつねとごんべえ」
- ワンワンパッコロ!キャラともワールド
  - 2015年10月18日（声のみ）
  - 2015年11月1日（ゲスト出演）
  - 2019年11月17日　(ゲスト出演)

### ビデオ
- のりもの探険隊
- いきもの探険隊

### おかあさんといっしょ コンサート
| 公演   | タイトル                                                | 出演者（一部を除く） |
| ------ | ------------------------------------------------------- | --- |
| 1988年 | にこにこぷん じゃじゃまる印のイベント宅配便             | 坂田おさむ、神崎ゆう子、天野勝弘、馮智英、古今亭志ん輔 じゃじゃまる、ぴっころ、ぽろり |
| 1990年 | げんき♥元気                                             | 坂田おさむ、神崎ゆう子、天野勝弘、馮智英、古今亭志ん輔、 じゃじゃまる、ぴっころ、ぽろり 林アキラ、森みゆき ゴロンタ、トムトム、チャムチャム ブンブン、つねきち、ごじゃえもん ブー、フー、ウー |
| 1991年 | みどりっていいね                                        | 坂田おさむ、神崎ゆう子、天野勝弘、馮智英、古今亭志ん輔、 じゃじゃまる、ぴっころ、ぽろり |
| 1992年 | みんなともだち                                          | 坂田おさむ、神崎ゆう子、天野勝弘、馮智英、古今亭志ん輔 じゃじゃまる、ぴっころ、ぽろり へびくん、ぶたくん、ガチャピン、ムック |
| 1996年 | 音楽博士の楽しいコンサート                              | 古今亭志ん輔、速水けんたろう、茂森あゆみ、佐藤弘道、松野ちか みど、ふぁど、れっしー、空男 |
| 1996年 | はるなつあきふゆミュージカル                            | 古今亭志ん輔、速水けんたろう、茂森あゆみ、佐藤弘道、松野ちか みど、ふぁど、れっしー、空男 |
| 1997年 | お〜い! 〜音楽博士の楽しいコンサート2〜                 | 古今亭志ん輔、速水けんたろう、茂森あゆみ、佐藤弘道、松野ちか みど、ふぁど、れっしー、空男 |
| 1997年 | あ・い・うーをさがせ!                                   | 古今亭志ん輔、速水けんたろう、茂森あゆみ、佐藤弘道、松野ちか みど、ふぁど、れっしー、空男 じゃじゃまる、ぴっころ、ぽろり |
| 1998年 | 〜夢のなか〜                                            | 古今亭志ん輔、速水けんたろう、茂森あゆみ、佐藤弘道、松野ちか みど、ふぁど、れっしー、空男 |
| 1999年 | おかあさんといっしょとゆかいななかま 〜わくわく大行進〜 | 古今亭志ん輔、速水けんたろう、茂森あゆみ、佐藤弘道、松野ちか みど、ふぁど、れっしー、空男 じゃじゃまる、ぴっころ、ぽろり、ワンワン、かなちゃん クリス、メイ・パイカ、ペッパー・タイガー、エディ・エックス、タップ、クラップ |
| 1999年 | テレビタイムファミリーステージ99                        | 杉田あきひろ、つのだりょうこ、佐藤弘道、タリキヨコ スプー、みど、ふぁど、れっしー、空男 古今亭志ん輔、坂田おさむ、神崎ゆう子 速水けんたろう、茂森あゆみ、松野ちか ワンワン、りなちゃん、くぅ、かなちゃん クリス、戸田ダリオ、王健 エディ・エックス、ペッパー・タイガー、メイ・パイカ 秋田きよ美、平田実音、ワクワクさん、ゴロリ |

## 出演（その他）

### テレビ
- 幻之介世直し帖（1981年 - 1982年、NTV） - 善六

### ラジオ
- 名曲リサイタル（2000年 - 2003年、NHK-FM）

### 声の出演
- 『うる星やつら』 第130話「燃えよかくし芸! この道一直線」（1984年）- 落語家
- ちびまる子ちゃん わたしの好きな歌（1992年） - 落語家

## 弟子

### 真打
- 古今亭伝輔

### 二ツ目
- 古今亭佑輔 - 金原亭世之介門下から移籍

廃業
- 古今亭ぽん輔（2006年3月入門）[5]
- 古今亭大輔（2006年3月入門）[5]
- 古今亭くろ輔
- 古今亭折輔（2009年入門、2011年廃業）